# Aeroportul M. Graham Clark Field, Taney County
Aeroportul M. Graham Clark Field, Taney County (IATA: PLK, ICAO: KPLK, FAA LID: PLK) este un aeroport din Missouri, Statele Unite ale Americii ce deservește zona Branson⁠(d). Aeroportul a fost tranzitat în 2019 de 12 pasageri.
Situat la o altitudine de 287 m, aeroportul dispune de 1 pistă.

## Infrastructură

### Piste
Aeroportul dispune de o singură pistă. Pista 12/30 are suprafața de asfalt și dimensiunile 3.738 picioare × 100 picioare. 